# داولینگ، میشیگان
داولینگ (به انگلیسی: Dowling) یک منطقهٔ مسکونی در ایالات متحده آمریکا است که در شهرستان بری، میشیگان واقع شده‌است. داولینگ ۱۶٫۳ کیلومتر مربع مساحت و ۳۷۴ نفر جمعیت دارد و ۲۹۰٫۱۷ متر بالاتر از سطح دریا واقع شده‌است.